# РосЯма
РосЯ́ма — российский интернет-сервис для автоматизированной отправки жалоб на ямы и другие дефекты дорожного покрытия. Проект создан командой Алексея Навального и Фонда борьбы с коррупцией.

## История
Сайт «РосЯма» был создан по инициативе Алексея Навального и начал свою работу 30 мая 2011 года. На реализацию проекта создателей вдохновило успешное обращение блогера из Красногорска Фёдора Езеева, которому удалось добиться от местной власти ремонта дорожного покрытия возле его дома. Изначально сайт планировалось назвать «st1234.ru» — по номеру статьи 12.34 Кодекса Российской Федерации об административных правонарушениях (Несоблюдение требований по обеспечению безопасности дорожного движения при строительстве, реконструкции, ремонте и содержании дорог, железнодорожных переездов или других дорожных сооружений). Однако название сочли неудобным и назвали сайт «РосЯма» — по аналогии с «РосПилом».

## Деятельность
Сайт создан в качестве единой базы данных, в которую пользователи ресурса, зарегистрировавшись или авторизовавшись через соцсети, загружают фотографию и добавляют к ней координаты дорожного дефекта, нарушающего ГОСТ. После сайт предлагает заполнить форму от лица пользователя и отправить жалобу в ГИБДД. Сотрудники ГИБДД после осмотра дефекта обязывают подрядчика устранить выявленный дефект в течение 12 дней (изначально срок составлял 37 дней). Если жалоба не закрыта и со второй попытки, то сайт генерирует заявление в прокуратуру, которое через суд обяжет подрядчика отремонтировать дорогу. 
В первые же годы проект «РосЯма» стал наиболее крупным в России координатором гражданской активности в борьбе с плохим состоянием дорог страны.
С января 2012 года сайт стал по аналогичной схеме принимать жалобы на недостаточно качественную уборку снега.
В декабре 2012 года с проектом стало сотрудничать Правительство Москвы. Городские службы стали рассматривать жалобы от пользователей «РосЯмы» наравне с обращениями, поступающими через официальные городские порталы.
Региональное подразделение «РосЯмы» в Екатеринбурге действует в качестве отдельной общественной организации и с апреля 2018 года носит название «Дорожный ревизор».  В ноябре 2013 года координаторы екатеринбургской «РосЯмы» стали организаторами автопробега, призванного привлечь внимание к недостатку финансирования ремонта дорог города. В автопробеге использовалась символика проекта.

## Оценки
По словам одного из основателей «РосЯмы» Фёдора Езеева, проект стал успешен с самого начала благодаря известности Алексея Навального и тому, что сервис снимает с заявителей юридическую часть работы. В 2013 в ходе предвыборной кампании году исполняющий обязанности мэра Москвы Сергей Собянин положительно оценил проект «РосЯма», заявив, что его деятельность приводит к улучшению состояния городских дорог Москвы и назвал Навального «заслуженным коммунальщиком Москвы».
Идея проекта была быстро перенята в соседних странах. Уже в 2011 году в Казахстане, Белоруссии и Украине действовали региональные аналоги «РосЯмы» — «КазЯма», «БелЯма» и «УкрЯма».

## Награды
В 2012 году сайт получил премию «Золотой сайт» в номинации «Социально-значимые, благотворительные проекты, история и религия».